# Dead Putting Society
«Dead Putting Society» (с англ. — «Общество мёртвых гольфистов») — шестой эпизод второго сезона мультсериала «Симпсоны», премьера которого состоялась 15 ноября 1990 года.

## Сюжет
Гомер стрижёт свою лужайку, причём очень медленно, так как пользуется устаревшей газонокосилкой. Нед сначала даёт ему советы, а потом, когда Гомер попросил у Мардж пива и узнал, что пива в доме нет, Нед пригласил его к себе домой. Увидев роскошный подвал с настольными играми и пивом из Голландии, Гомер, разгорячившись после нескольких кружек пива, начинает обвинять Фландерса в хвастовстве, и тот выгоняет его. Вскоре после этого Нед, мучимый совестью, решает попросить прощения, но это вызывает у Гомера лишь смех. Мардж тем временем говорит, что Фландерсы — замечательная семья, и что она очень бы хотела, чтобы Симпсоны были бы такими же дружными, как и Фландерсы. Гомер соглашается и приглашает всех поиграть в мини-гольф. Там же проводят время и Нед Фландерс со своим сыном Тоддом. Они предлагают Гомеру сыграть вместе. Возвращаясь домой, Барт и Тодд увидели вывеску о гольф-турнире и решили поучаствовать в нём.
Гомер, придавший этому турниру очень большое значение, воспитывает в Барте чемпиона весьма странными методами: заставляет его придумать своей клюшке имя, вывешивает перед ним фотографию Тодда и заставляет Барта каждый день смотреть на эту фотографию и думать, как сильно он ненавидит младшего сына Неда.
В то же время Барту решает помочь Лиза, делающая основной упор на моральных качествах Барта, и только затем изучающая физическую суть дела.
Перед началом турнира Гомер и Нед заключили пари, по которому отец мальчика, который не выиграл, должен будет стричь свой газон, одевшись в платье своей жены.
Силы Барта и Тодда оказались равными. Встретившись в финале турнира и сыграв очень напряжённую партию, Барт с Тоддом решили объявить ничью. Гомер, желая досадить Неду, объявляет, что пари проиграно ими обоими, и на следующий день они стригли свои газоны в женских нарядах ко всеобщему смеху.

## Интересные факты
- Заглавие записки Неда Гомеру: «из маленькой кружки Неда».
- На доске, где висело объявление о гольф-турнире, кроме сумм, выдаваемых первым трём призёрам, также было написано: 4-е место — лестное упоминание, всем, кто сделал удар клюшкой — хороший день и воздушный шарик.
- На чеках написано, что дата проведения турнира — 8 ноября 1990 года (среда), однако турнир проходил в воскресенье.
- Это первый эпизод, где открыто показана неприязнь Гомера к Неду Фландерсу.
- В библиотеке, Лиза взяла книгу китайского философа Лао-Цзы, а после занималась совместной с Бартом медитацией, задавала брату коаны — дзен-загадки.

## Культурные отсылки
- Тренировка Барта, заключавшаяся в стоянии на одной ноге на мусорном баке — отсылка к фильму «Парень-каратист». Кроме того, фраза Неда: «Милосердие к слабым, Тодд» — также является отсылкой к этому фильму.
- В самом начале серии, когда Барт делает записи в свою тетрадь для школьного научного конкурса, одна из надписей гласит: «час дня, всё ещё картошка» (англ. One O’Clock. Still just a potatoe). Примечательно то, что слово potato написано неправильно (с «е» на конце). Эта ошибка-отсылка к известной скандальной истории, произошедшей с Дэном Куэйлом, когда он сделал такую же ошибку.
- Название серии-отсылка к фильму «Dead Poets Society» (с англ. — «Общество мёртвых поэтов»). Гомер поручает Барту дать имя своей клюшке, и Барт называет её Шарлин. Это отсылка к фильму Стэнли Кубрика «Цельнометаллическая оболочка» — в фильме рядовой Пайл так называет свою винтовку.